# فانته دابو
فانته دابو (انگلیسی: Fankaty Dabo؛ زادهٔ ۱۱ اکتبر ۱۹۹۵) بازیکن فوتبال اهل بریتانیا است.
از باشگاه‌هایی که در آن بازی کرده‌است می‌توان به باشگاه فوتبال اسپارتا روتردام اشاره کرد.
وی همچنین در تیم‌های ملی فوتبال England national under-16 football team، زیر ۱۷ سال انگلستان، و زیر ۲۰ سال انگلستان بازی کرده‌است.